# Antyklerykalna kampania rządu Burundi (1977–1987)
Antyklerykalna kampania rządu Burundi – polityka represji i ograniczania praw Kościoła rzymskokatolickiego, prowadzona w Burundi w latach 1977–1987 przez reżim prezydenta Jeana-Baptiste’a Bagazy.
Represje wobec Kościoła rzymskokatolickiego były pochodną konfliktu etnicznego, który trawił Burundi od momentu uzyskania niepodległości. Reżim wojskowy reprezentujący interesy mniejszości Tutsi podejrzewał bowiem Kościół o wspieranie dyskryminowanej większości Hutu. Począwszy od 1977 roku rząd prezydenta Bagazy konsekwentnie ograniczał prawa Kościoła, czego przejawami były m.in.: likwidacja katolickiej prasy i szkolnictwa, wydalenie setek zagranicznych misjonarzy, ograniczenie swobody kultu, aresztowania duchownych oraz świeckich działaczy katolickich. Normalizacja stosunków pomiędzy państwem a Kościołem nastąpiła dopiero po obaleniu Bagazy przez wojskowy zamach stanu (1987).

## Tło społeczno-historyczne

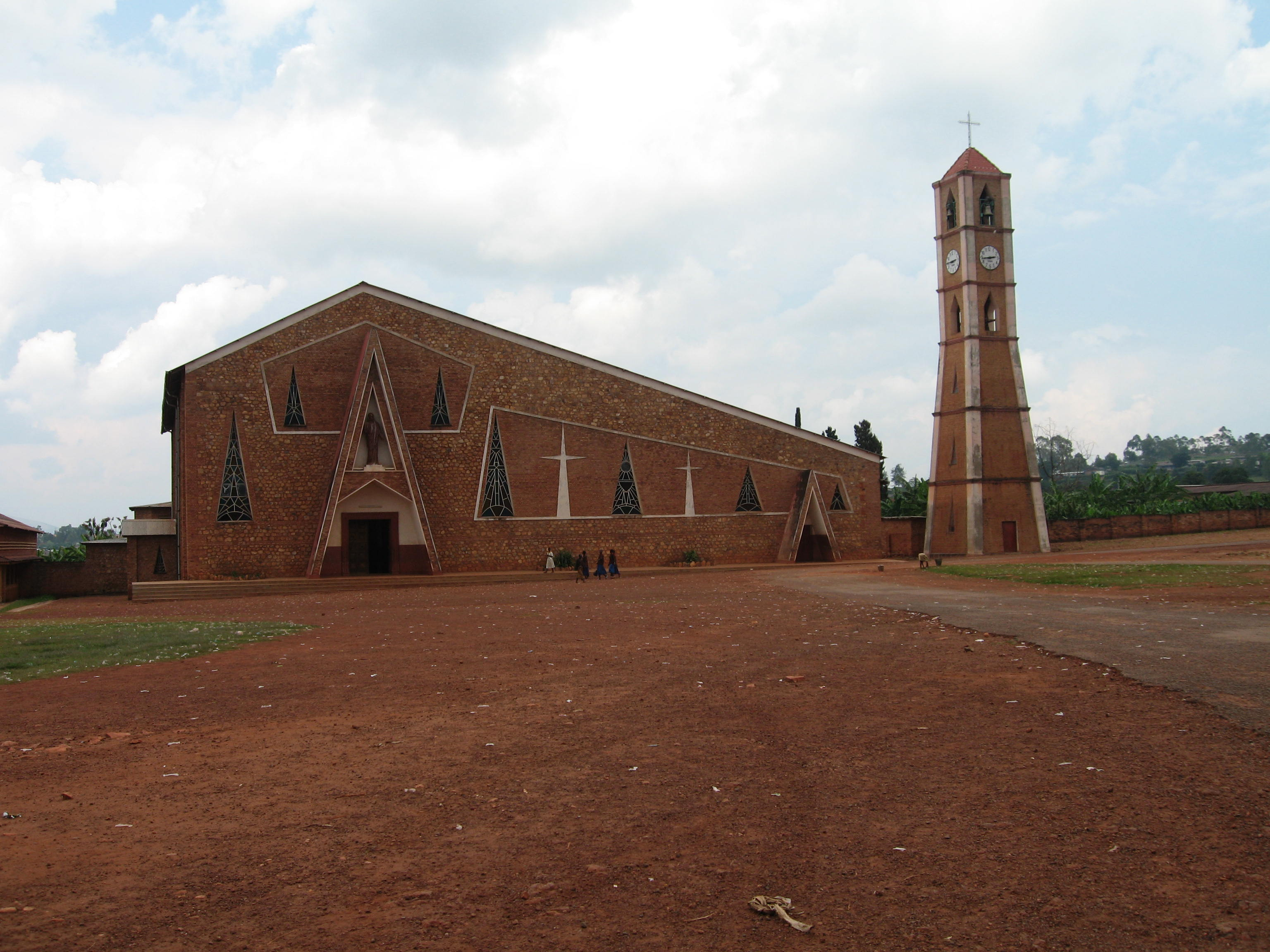
Katedra w Gitega

Początki chrześcijaństwa na ziemiach dzisiejszego Burundi można w zasadzie datować na rok 1879, kiedy to w Rumonge nad brzegami jeziora Tanganika misjonarze z zakonu Ojców Białych założyli swoją pierwszą misję. Z powodu wrogiego nastawienia miejscowej ludności  przetrwała ona zaledwie dwa lata. Dopiero na przełomie XIX i XX wieku podjęto na tych obszarach bardziej intensywne zabiegi chrystianizacyjne. Europejskim misjonarzom sprzyjał fakt, iż na ziemiach Burundi nie zapuścił korzeni islam, ani też żadna inna religia abrahamowa i dharmiczna. Miejscowa ludność nie kultywowała również tradycji, które byłyby szczególnie trudne do pogodzenia z zasadami wiary chrześcijańskiej (poligamia, wyrafinowany kult przodków itp.). W rezultacie w latach 70. XX wieku już blisko 70% mieszkańców Burundi wyznawało chrześcijaństwo. Zdecydowanie najliczniejszym i najbardziej wpływowym związkiem wyznaniowym był Kościół rzymskokatolicki – liczba osób ochrzczonych w tym obrządku stanowiła od 60% do 65% populacji Burundi . Od 5% do 10% społeczeństwa stanowili natomiast wyznawcy rozmaitych Kościołów i wspólnot protestanckich. Wśród duchowieństwa przeważali Europejczycy.
Burundi, podobnie jak sąsiednia Rwanda, uzyskało niepodległość 1 lipca 1962 roku. Brzemienny wpływ na losy obu państw wywarł narastający antagonizm pomiędzy zajmującą tradycyjnie wyższą pozycję społeczną mniejszością Tutsi a dominującymi liczebnie Hutu. W Rwandzie narastające napięcia na tle etnicznym doprowadziły ostatecznie do wybuchu krwawego powstania ludowego (1959–1962), które przyniosło obalenie tamtejszej monarchii Tutsi oraz utworzenie całkowicie zdominowanej przez Hutu republiki. Z kolei Burundi, gdzie hierarchia społeczna oraz podziały etniczne były o wiele mniej sztywne i znacznie bardziej skomplikowane, rozpoczęło niepodległy byt jako monarchia konstytucyjna, w której duże wpływy zachowali Tutsi. Pod wpływem szeregu czynników relacje pomiędzy obiema grupami etnicznymi szybko uległy jednak gwałtownemu pogorszeniu. Nieudany zamach stanu, przeprowadzony przez grupę oficerów Hutu w październiku 1965, umożliwił kontrolowanej przez Tutsi armii zdobycie dominującego wpływu na sprawy państwa. Po kilkumiesięcznym okresie trudnej koabitacji wojsko obaliło monarchię i proklamowało powstanie tzw. Pierwszej Republiki (28 listopada 1966). Na czele państwa stanął dotychczasowy premier i minister obrony – kapitan Michel Micombero (Tutsi-Hima).
W kolejnych latach reżim wojskowy systematycznie ograniczał wpływy Hutu w życiu politycznym, siłach zbrojnych i administracji. W kwietniu 1972 radykalni politycy Hutu wywołali z pomocą kongijskich najemników zbrojne powstanie w południowych prowincjach kraju, w którego trakcie zamordowano od kilkuset do kilku tysięcy Tutsi. Rebelia została jednak szybko stłumiona przez rządową armię, a represje wobec jej sympatyków przekształciły się w planową i systematyczną eksterminację elity społecznej Hutu. Od końca kwietnia do września 1972 zamordowano w Burundi od 100 tys. do 300 tys. Hutu, a co najmniej 150 tys. zmuszono do ucieczki z kraju. Był to pierwszy odnotowany przypadek ludobójstwa w historii postkolonialnej Afryki. Rzezie z 1972 roku ostatecznie utwierdziły status Tutsi jako warstwy dominującej. Przez następnych 16 lat władza, wpływy, przywileje i bogactwo były zastrzeżone wyłącznie dla przedstawicieli tej grupy etnicznej, podczas gdy Hutu blokowano dostęp do edukacji oraz pozbawiano ich możliwości służby w strukturach militarnych lub pracy w administracji państwowej.

## Narodziny Drugiej Republiki
1 listopada 1976 prezydent Micombero został obalony przez wojskowy zamach stanu. Władzę w państwie przejęła Najwyższa Rada Wojskowa, na której czele stał podpułkownik Jean-Baptiste Bagaza. Bezkrwawy pucz sprawiał z pozoru wrażenie klasycznego przewrotu pałacowego, gdyż nowy prezydent był kuzynem Micombero, wywodzącym się podobnie jak on z podgrupy Tutsi-Hima. Szybko okazało się jednak, iż nowy reżim zmierza do gruntownej przebudowy państwa i społeczeństwa, czego oficjalnym symbolem stało się uchwalenie nowej konstytucji (listopad 1981). Czasy rządów Bagazy (1976–1987) znane są odtąd w historii Burundi jako okres tzw. Drugiej Republiki.
Upadek skompromitowanego ludobójstwem reżimu Micombero powitano z ulgą zarówno w Burundi, jak też poza granicami kraju. Zamach stanu życzliwie przyjął również Kościół rzymskokatolicki, którego biskupi w liście pasterskim z grudnia 1976 życzyli nowemu rządowi „wszelkich sukcesów” oraz zapewnili o swoim „pełnym poparciu dla jego wysiłków”. Krótkotrwałe nadzieje, jakie wzbudziły narodziny Drugiej Republiki, związane były z faktem, iż w początkowym okresie swoich rządów Bagaza podjął szereg działań świadczących pozornie o dążeniu do załagodzenia rozdzierających kraj antagonizmów etnicznych. Sztandarowym hasłem reżimu stała się „jedność narodowa”. Rządowa propaganda głosiła, iż podział społeczeństwa na Tutsi i Hutu jest sztucznym problemem wykreowanym przez rządy kolonialne. Z dowodów tożsamości usunięto więc rubryki z informacjami nt. pochodzenia etnicznego, zniesiono także wszystkie dotychczasowe ograniczenia dotyczące zawierania małżeństw pomiędzy Hutu a Tutsi . Zabroniono wkrótce jakichkolwiek publicznych lub prywatnych odniesień i aluzji do pochodzenia etnicznego, przy czym złamanie tego zakazu mogło zostać uznane za podżeganie do nienawiści rasowej. Bagaza ogłosił amnestię wobec wszystkich Hutu przebywających na emigracji oraz zwolnił pewną liczbę więźniów politycznych. Czynił także pojednawcze gesty pod adresem innych klanów Tutsi, dyskryminowanych dotąd przez rządzących Tutsi-Hima. Wiarygodności działaniom prezydenta zdawał się dodawać fakt, iż nie był on skompromitowany uczestnictwem w ludobójstwie w 1972 roku – w czasie gdy trwały rzezie przebywał za granicą. Ponadto rząd energicznie propagował powrót do tradycji i wartości z okresu przedkolonialnego, czego symbolem stało się w szczególności awansowanie języka rundi do roli jedynego języka wykładowego w szkołach średnich i podstawowych. Podjęto jednocześnie szereg inwestycji w dziedzinie infrastruktury i edukacji.
Druga Republika była jednak państwem ściśle autorytarnym  – trawionym w dodatku przez korupcję i nepotyzm. Konstytucja z 1981 roku potwierdziła status rządzącej partii UPRONA, jako jedynej legalnie działającej siły politycznej. W okresie rządów Bagazy ugruntowana została także absolutna dominacja Tutsi w życiu politycznym i społecznym. Slogany o narodowej jedności okazały się być narzędziem propagandowym, mającym przywrócić rządzącej elicie utraconą w 1972 roku legitymizację do sprawowania władzy. Zaprzeczanie istnieniu różnic etnicznych służyło natomiast przede wszystkim walce z rzekomym trybalizmem Hutu. O ile jednak w okresie rządów Micombero podstawą hegemonii Tutsi była ich całkowita kontrola nad strukturami siłowymi (armia, żandarmeria), o tyle reżim Bagazy zamierzał utrwalić i zabezpieczyć dominację Tutsi poprzez zainicjowanie odpowiednich zmian w systemie prawnym oraz życiu społecznym. Wprowadzono więc obowiązek posiadania dokumentów tożsamości oraz obowiązek meldunkowy, co przy jednoczesnym uzależnieniu możliwości opuszczenia miejsca zamieszkania od zgody lokalnych władz administracyjnych, znacząco ograniczyło swobodę przemieszczania się ludności. Rząd energicznie wdrażał także tzw. uwioskowienie, czyli scalanie indywidualnych gospodarstw rolnych w samowystarczalne jednostki gospodarcze. Oficjalnym celem tej polityki było zwiększenie produkcji rolnej, lecz powszechnie postrzegano ją jako dążenie do umocnienia kontroli nad ludnością prowincji. W ocenie Reginalda Kaya swoistym znakiem rozpoznawczym Drugiej Republiki stała się jednak przede wszystkim dyskryminacja w dziedzinie edukacji. Pod rozmaitymi pretekstami władze starały się bowiem ograniczyć liczbę Hutu podejmujących naukę w szkołach średnich oraz na uczelniach wyższych. Spośród 36 tys. uczniów kończących co roku edukację na poziomie podstawowym tylko 4 tys. kontynuowało naukę w szkołach średnich – przy czym Hutu stanowili w tej grupie wyraźną mniejszość. Hutu stanowili także zaledwie jedna trzecią studentów Uniwersytetu w Bużumburze. Najbardziej wyrafinowanym posunięciem było uczynienie rundi językiem wykładowym w szkołach średnich i podstawowych, połączone z drastycznym ograniczeniem nauczania języka francuskiego. Wyłącznie Tutsi pochodzący z uprzywilejowanych rodzin powiązanych z reżimem dysponowali bowiem kapitałem kulturowym pozwalającym uzyskać znajomość języka francuskiego, bez której jakikolwiek awans społeczny pozostawał nadal niemożliwy.
Urzędowa dyskryminacja Hutu – w okresie Drugiej Republiki widoczna we wszystkich dziedzinach życia społecznego Burundi – była często porównywana z południowoafrykańskim Apartheidem .

## Polityka osłabiania Kościoła w latach 1977–1987

### Geneza i założenia  antykościelnej polityki reżimu
Choć burundyjska hierarchia rzymskokatolicka życzliwie powitała narodziny Drugiej Republiki, to nowy rząd już po kilku miesiącach rozpoczął działania zmierzające do daleko idącego ograniczenia wpływów i znaczenia Kościoła. Rozmaite prześladowania spadły również na Kościoły i wspólnoty protestanckie. Najdalej poszły przy tym represje wobec Adwentystów Dnia Siódmego oraz Świadków Jehowy, których działalność została całkowicie zakazana.
Jednym z głównych architektów antyklerykalnej kampanii był Emile Mworoha – sekretarz generalny UPRONA, będący osobą nr 2 w państwie, a zarazem głównym ideologiem reżimu. Ten wykształcony na francuskich uniwersytetach intelektualista podkreślał, iż z powodu zaszłości kolonialnych państwo w dużej mierze oddało ważne dziedziny życia społecznego pod kontrolę Kościoła (np. edukację i służbę zdrowia). Idąc dalej tym tokiem myślenia twierdził – a w ślad za nim głosiła to również rządowa propaganda – iż ograniczanie wpływów Kościoła wynika przede wszystkim z dążenia do „likwidacji ostatnich śladów kolonializmu”. Prawne i propagandowe uzasadnienie dla działań rządu zapewniały również zapisy konstytucji z 1981 roku, które mówiły wyraźnie o świeckim charakterze państwa. Z powyższych względów niektórzy badacze, m.in. Jean-Pierre Chrétien (prywatnie promotor akademickiej kariery Mworohy), skłonni byli postrzegać antykościelną politykę rządu Burundi jako odpowiednik bismarckowskiego Kulturkampfu. Z kolei prof. Witold Kieżun, który w latach 80. przebywał w Burundi jako kierownik projektu ONZ, źródeł antyklerykalnej kampanii upatrywał w domniemanych związkach prezydenta Bagazy z masonerią.
W rzeczywistości konflikt na linii państwo–Kościół był przede wszystkim pochodną trawiących Burundi antagonizmów na tle etnicznym. Reżim obawiał się, że Kościoły chrześcijańskie, głoszące równość wszystkich ras i narodów, mogą zachęcić Hutu do upominania się o swoje prawa . Ponadto elity Tutsi nigdy nie zapomniały, że sukces rewolucji Hutu w sąsiedniej Rwandzie w dużej mierze okazał się możliwy dzięki poparciu, którego powstańcom udzielił Kościół katolicki oraz afiliowane przy nim organizacje świeckie (związki zawodowe, kooperatywy itp.). Nie uszło również ich uwadze, iż rwandyjski Kościół pozostawał od tamtej pory w ścisłym sojuszu z etnokracją Hutu, czego przejawem był chociażby fakt, iż metropolita kigalijski, abp Vincent Nsengiyumva, przez wiele lat pozostawał członkiem komitetu centralnego rządzącej partii. Podobne tendencje można było zresztą zaobserwować w Burundi na początku lat 60., kiedy to Kościół prezentował daleko posunięty dystans wobec głoszącej postępowy i nacjonalistyczny program UPRONA, zachowując jednocześnie ostrożną życzliwość wobec emancypacyjnych tendencji Hutu. Szczególną nieufność wobec Kościoła prezentowali zwłaszcza rządzący państwem od 1966 roku Tutsi-Hima, którzy z racji swych skromnych korzeni społecznych pozostawali zazwyczaj otwarci na radykalne idee społeczne. Dla obozu władzy nie miał przy tym większego znaczenia fakt, iż Tutsi zachowali duże wpływy w burundyjskim episkopacie oraz wśród szeregowego duchowieństwa. W okresie rządów Bagazy aż pięciu z siedmiu biskupów diecezjalnych wywodziło się bowiem z Tutsi-Hima, podczas gdy spośród dwóch pozostałych jeden pochodził z rodziny mieszanej, drugi natomiast wywodził się z książęcej warstwy ganwa. 
Prawdopodobnie kluczowym czynnikiem, który przesądził o wybuchu konfliktu był jednak fakt, iż Kościół katolicki oraz afiliowane przy nim organizacje świeckie tworzyły swoisty wyłom w systemie urzędowej dyskryminacji Hutu, stworzonym przez reżim Tutsi. Do Kościoła należały bowiem liczne szkoły podstawowe i średnie, a rozsiane na prowincji ośrodki katechetyczne (yaga mukama) umożliwiały dziesiątkom tysięcy dzieci Hutu nabycie umiejętności czytania i pisania. Elity Tutsi obawiały się, że w tych okolicznościach dalsze funkcjonowanie katolickiego szkolnictwa może doprowadzić do odrodzenia wymordowanej w 1972 inteligencji Hutu. Z wielką nieufnością reżim traktował również cieszące się dużą popularnością na prowincji parafialne grupy dyskusyjne inama sahwaniya, które postrzegał jako kuźnię liderów Hutu, a zarazem groźną konkurencję dla organizowanych przez rządzącą partię komitetów gminnych. Z tego względu antyklerykalna polityka rządu Bagazy miała na celu nie tyle całkowite sparaliżowanie funkcjonowania Kościoła, co raczej uniemożliwienie mu prowadzenia działalności na niwie edukacyjnej oraz społeczno-charytatywnej. Nie w każdym regionie represje stosowano także z równym natężeniem. Prześladowania najsilniej dotknęły struktury Kościoła w południowej prowincji Bururi, podczas gdy np. w stolicy były stosunkowo mniej odczuwalne.

### Przebieg antyklerykalnej kampanii
Pierwszym posunięciem władz była likwidacja programów religijnych oraz zakaz transmisji mszy w państwowym radiu (1977). Usunięciu wszelkich religijnych treści z publicznego obiegu towarzyszyła nasilająca się antykościelna retoryka państwowej propagandy, która przekładała się również na sferę języka. Odtąd w państwowych mediach niedziela była bowiem nazywana le septième jour (pol. „siódmy dzień”), zastępując tym samym dotychczasowe określenie le jour du Seigneur (pol. „dzień Pański”). W 1978 roku rząd przejął kontrolę nad katolickimi szkołami podstawowymi, przy czym Kościół pozostawał nadal zobowiązany do pokrywania kosztów ich utrzymania. Z kolei 9 maja 1979 weszły w życie przepisy zakazujące organizacji spotkań modlitewnych poza budynkami parafialnymi. Uderzono tym samym w działalność inama sahwaniya, a zarazem ograniczono mieszkańcom prowincji możliwość uczestnictwa w życiu Kościoła, gdyż w tamtejszych warunkach udział w spotkaniu modlitewnym oznaczał odtąd dla wielu wiernych konieczność odbycia wielogodzinnej pieszej podróży.
Działania rządu skłoniły burundyjski episkopat do wystosowania listu z protestem, zaadresowanego bezpośrednio do prezydenta Bagazy. Reżim zirytował w szczególności fakt, iż dokument ten, wraz z anonimowymi ulotkami oskarżającymi Bagazę o przygotowywanie kolejnego ludobójstwa, był później dystrybuowany podczas szczytu francusko-afrykańskiego w Kigali (22 maja 1979). Jeszcze w tym samym roku władze zamknęły katolicką gazetę Ndongozi; skonfiskowano jednocześnie nadajnik należący do protestanckiego radia Cordac. Symbolicznym gestem było pozbawienie nuncjusza apostolskiego godności dziekana korpusu dyplomatycznego akredytowanego w Bużumburze (1980). Rząd podjął następnie decyzję, iż na miejsce odchodzących na emeryturę kapelanów wojskowych nie będą przyjmowani nowi duchowni. Zintensyfikowano także działania mające na celu usunięcie z Burundi zagranicznych misjonarzy. Zazwyczaj byli oni wydalani z kraju lub otrzymywali odmowę przedłużenia wizy. Już w 1977 roku rząd odmówił przedłużenia wizy emerytowanemu biskupowi Bururi, Josephowi Martinowi. Nie miał przy tym znaczenia fakt, iż Martin spędził w Burundi blisko 50 lat. W 1978 roku władze pozbawiły biskupów prawa do posługiwania się paszportami dyplomatycznymi. Do końca 1979 roku wydalono z kraju 80 misjonarzy. Działania te były kontynuowane w kolejnych latach i dotykały przede wszystkim kapłanów z diecezji Bururi. Łącznie do 1987 roku wydalono z Burundi 550 zagranicznych misjonarzy (ich liczba spadła w rezultacie do 143). Działaniom wymierzonym w duchownych-obcokrajowców towarzyszyła niezwykle agresywna kampania propagandowa. Dla przykładu w maju 1987 gazeta Le Renouveau, pełniąca rolę oficjalnego organu prasowego rządu, opublikowała serię artykułów szkalujących belgijskich misjonarzy. Ogłoszono wówczas m.in., że niektórzy z duchownych są poszukiwanymi zbrodniarzami nazistowskimi.
W 1983 przebywając z wizytą w Niemczech Zachodnich prezydent Bagaza udzielił wywiadu prasowego, w którym oświadczył: „Ograniczyliśmy wpływy Kościoła katolickiego i mamy zamiar ograniczyć je jeszcze bardziej, aczkolwiek działania które podejmujemy nie zawsze są rozumiane – zwłaszcza w Europie”. Za powyższymi zapowiedziami poszły wkrótce konkretne działania. W lutym i marcu 1984 rząd uchwalił szereg przepisów uderzających w swobodę kultu religijnego; w dużej mierze pozostały one jednak na papierze. W tej sytuacji 12 lutego 1985 gubernatorzy prowincji otrzymali okólnik podpisany przez ministra spraw wewnętrznych, ppłk. Charlesa Kazatsę, w którym przypomniano, iż obowiązujący charakter mają następujące zarządzenia:
- wszystkie nabożeństwa i spotkania o charakterze religijnym (nie wyłączając mszy św.), jak również wszelkie inne spotkania organizowane pod auspicjami Kościoła i afiliowanych przy nim organizacji, mogą być organizowane jedynie w niedzielę lub w sobotnie popołudnia;
- msze św. ślubne mogą się odbywać wyłącznie wedle ścisłego harmonogramu ustalonego przez proboszcza i zarządcę gminnego;
- duchowni nie mają prawa odwiedzać chorych parafian, o ile nie zażyczyli sobie oni spowiedzi lub namaszczenia;
- nabożeństwa żałobne mogą co najwyżej towarzyszyć pochówkowi;
- zabronione jest odprawianie nabożeństw domowych;
- Kościół chcąc wprowadzić jakąkolwiek nową posługę „odrywającą wiernych od ich zwykłych zajęć” powinien z miesięcznym wyprzedzeniem zgłosić taki zamiar do ministerstwa spraw wewnętrznych;
- umieszczanie w przestrzeni publicznej symboli, znaków lub obiektów o charakterze religijnym wymaga zgody gubernatora prowincji[d];
- prace związane z budową i konserwacją budynków kościelnych mogą się odbywać wyłącznie w sobotnie popołudnia.

Za oficjalne uzasadnienie wprowadzenia powyższych przepisów posłużyły argumenty natury ekonomicznej. Zdaniem władz, popularne wśród wiernych poranne msze, odrywając w dni robocze ludność od pracy, zmniejszały rodzimą produkcję oraz absorpcję zagranicznej pomocy rozwojowej. Owa sytuacja miała wynikać z faktu, iż niewystarczająca liczba duchownych i kościołów na prowincji zmuszała rolników do wielogodzinnych pieszych podróży, zmniejszając tym samym czas i efektywność wykonywanej przez nich pracy. Paradoksalnie owa retoryka stała jednak w sprzeczności z innymi działaniami rządu, tj. nieudzielaniem pozwoleń na budowę nowych kościołów i kaplic oraz zakazem organizowania spotkań religijnych poza budynkami parafialnymi. W 1985 z niektórych regionów Burundi nadeszły także informacje, iż rząd celem uniemożliwienia rolnikom udziału w mszach św. zezwolił na sprzedaż zbiorów kawy wyłącznie w niedziele.
W 1986 roku polityka rządu względem związków wyznaniowych uległa ponownemu zaostrzeniu. W kwietniu państwo oficjalnie przejęło kontrolę nad wszystkimi katolickimi i protestanckimi szkołami średnimi. Z kolei 13 września władze ogłosiły przejęcie kontroli nad sześcioma katolickimi seminariami duchownymi. Decyzja ta – ogłoszona na dzień przed rozpoczęciem nowego roku formacyjnego – spowodowała po raz pierwszy publiczny protest episkopatu. Nie zmienił on jednak w żadnym stopniu polityki rządu. Już 4 października 1987 dekretem ministra spraw wewnętrznych zarządzono bowiem likwidację ośrodków katechetycznych yaga mukama, co pozbawiło 220 000 dzieci Hutu możliwości nauki czytania i pisania. Tym samym dekretem zakazano również działalności Akcji Katolickiej. Ponadto rząd podjął działania uderzające w finanse Kościoła, podnosząc podatki od własności kościelnej oraz urzędowo zmniejszając opłaty ponoszone przez wiernych na rzecz Kościoła . W kwietniu 1987 reżim nakazał rozwiązanie wszystkich katolickich rad parafialnych. Niedługo później zabroniono świeckim katolikom publicznego odprawiania modlitw, głoszenia Biblii oraz udzielania komunii. Zakazywano również chóralnych śpiewów oraz używania instrumentów muzycznych podczas nabożeństw.
Duchowni i świeccy, którzy publicznie protestowali przeciw działaniom rządu bądź ignorowali nałożone na Kościół restrykcje, musieli się liczyć z policyjnymi represjami. Pierre-Claver Niyorugira, duchowny z diecezji Ngozi, został w czerwcu 1984 aresztowany i uwięziony na siedem tygodni, gdyż organizował pomoc finansową dla żony pewnego więźnia kryminalnego. Arcybiskup Joachim Ruhuna, ordynariusz archidiecezji Gitega, za słowa krytyki pod adresem rządu, które znalazły się w jego liście pasterskim, spędził w 1985 roku kilka miesięcy w areszcie domowym. Niedługo później pod zarzutem obrazy głowy państwa aresztowany został ks. Gabriel Barakana (były rektor uniwersytetu w Bużumburze), a także sześciu świeckich katolików. W grudniu 1985 ks. Barakana został skazany na cztery lata pozbawienia wolności, podczas gdy czterech innych oskarżonych otrzymało wyroki w wysokości od dwóch do pięciu lat pozbawienia wolności (duchowny został zwolniony z więzienia pod koniec marca 1987, prawdopodobnie na skutek nacisków ze strony czynników zagranicznych). Na początku października 1986 w więzieniu znalazł się ks. André Kameya – proboszcz parafii w Munanira, a zarazem jedyny katolicki duchowny będący członkiem UPRONA. Uwięziono go bez jakiegokolwiek wyroku sądowego; prawdopodobnie ze względu na fakt, iż podczas mszy odczytał list biskupów krytykujący przejęcie przez rząd seminariów duchownych oraz wezwał swych parafian, by wytrwali w wierze. Jesienią 1986 roku aresztowany został ks. Jean Ndikuriyo, który odczytał swoim uczniom list papieża Jana Pawła II, krytykujący działania rządu Burundi. W marcu 1987 Ndikuriyo został zwolniony na podstawie specjalnego aktu łaski, lecz już po dwóch tygodniach aresztowano go ponownie – a wraz z nim dwóch innych księży. Na wolność wyszedł dopiero po upadku Bagazy. Pod zarzutem nauczania religii w dni robocze zostało aresztowanych co najmniej trzech katolickich katechetów . Rząd nie wahał się również zamykać budynków sakralnych. W Gitega zamknięto miejscową katedrę, cztery kościoły oraz dziesięć innych miejsc kultu religijnego .

## Reakcja Kościoła i międzynarodowej opinii publicznej
Mimo szeroko zakrojonej antykościelnej kampanii burundyjscy katolicy nie poddawali się laicyzacji. Frekwencja na niedzielnych mszach pozostawała bardzo wysoka, a w parafiach pozbawionych duchownych wierni starali się w miarę możliwości sami organizować wspólne modlitwy. Odpowiedź Kościoła hierarchicznego na antyklerykalną politykę reżimu była jednak początkowo bardzo powściągliwa. Przez długi czas do gestów oporu byli skłonni co najwyżej szeregowi duchowni oraz świeccy katolicy, podczas gdy burundyjski episkopat prezentował daleko posuniętą uległość wobec władz. Za przykład może posłużyć sytuacja z lipca 1985, kiedy to bp Michel Ntuyahaga – ordynariusz stołecznej diecezji bużumburskiej – otrzymał list, którego anonimowy autor porównał reżim do Szatana oraz wezwał biskupa do zignorowania restrykcji uderzających w swobodę kultu (dołączył do tego cytaty z Biblii opisujące męczenników, którzy woleli zginąć niż wyrzec się wiary). Hierarcha odpowiedział wówczas listem otwartym do wszystkich duchownych swojej diecezji, w którym wskazywał, iż odprawianie mszy w zwykłe dni tygodnia nie ma uzasadnienia teologicznego, odradzając jednocześnie prowokowanie rządu bez uzasadnionej potrzeby. Prawdopodobnie episkopat Burundi obawiał się, iż występując otwarcie przeciw reżimowi ściągnie na Kościół większe represje. Reginald Kay przypuszczał, iż na powściągliwość hierarchii mógł mieć również wpływ fakt, iż większość biskupów wywodziła się z Tutsi. W dużym stopniu rząd zdołał sobie także podporządkować przywódców kościołów protestanckich. Za przykład może posłużyć fakt, iż anglikański arcybiskup Justin Ndandali odwiódł Rose Ndayahoze – żonę ministra zamordowanego podczas rzezi w 1972 roku – od upublicznienia wysuwanych przez nią roszczeń finansowych wobec rządu Burundi.
Dopiero po upływie dziewięciu lat od momentu rozpoczęcia antyklerykalnej kampanii, episkopat Burundi wystąpił z oficjalnym i zdecydowanym protestem przeciw posunięciom rządu. 28 września 1986, w odpowiedzi na konfiskatę sześciu katolickich seminariów duchownych, biskupi wystosowali list pasterski do wszystkich wiernych, w którym działania rządu określili mianem „niesprawiedliwego i nieakceptowalnego wywłaszczenia”. Z kolei 10 listopada 1986 papież Jan Paweł II wystosował publiczny list do przewodniczącego episkopatu Burundi, bp Evariste Ngoyagoye. Papież podkreślił wówczas swoje zatroskanie trudną sytuacją Kościoła w Burundi, zapewnił o swojej z nim solidarności oraz wezwał duchownych i wiernych do wytrwania. W liście wymienił także szereg przykładów represji zastosowanych przez władze wobec Kościoła, oceniając, że są one realizacją „planu dyskryminacji Kościoła i jego duchownych poprzez oskarżenia, insynuację i groźby – zmierzające do wyrzucenia wspólnoty Kościoła na margines społeczeństwa”. Papież podkreślił jednocześnie, iż Kościół nie domaga się specjalnych przywilejów, ani nie też zamierza ingerować w sfery niezwiązane z jego misją; domaga się natomiast umożliwienia mu realizowania swojego posłannictwa przy zachowaniu odpowiedniej autonomii wobec państwa. Wyraził także nadzieję, że dialog z rządem Burundi okaże się możliwy . Reakcja władz była jednak gwałtowna. Pod koniec grudnia 1987 prezydent Bagaza oskarżył Kościół o szarganie wizerunku Burundi za granicą. Za odczytanie listu swoim uczniom został uwięziony wspomniany wyżej ks. Jean Ndikuriyo .  
Reakcja międzynarodowej opinii publicznej na prześladowania Kościoła w Burundi była początkowo obojętna. Milczenie zachowywali w szczególności dwaj najważniejsi partnerzy zagraniczni Burundi, tj. Belgia i Francja. Przez długi czas zainteresowanie tą kwestią przejawiały jedynie organizacje pozarządowe broniące praw człowieka, np. Amnesty International. Z powodu niedokładnych informacji napływających z Burundi raporty obrońców praw człowieka często zawierały przy tym błędy rzeczowe, co rząd wykorzystywał do ich dezawuowania. Sytuacja zaczęła jednak ulegać zmianie w drugiej połowie lat 80. W styczniu 1987 przywódca chadeckiej większości w Landtagu niemieckiego kraju związkowego Badenia-Wirtembergia wezwał do wstrzymania programu pomocowego dla Burundi, o ile nie zostanie zagwarantowane, że „prześladowania chrześcijan” w tym kraju zostaną zakończone. Z czasem również najważniejsi partnerzy zagraniczni zaczęli dystansować się od reżimu Bagazy. Rząd w Brukseli zaprotestował przeciw wydalaniu misjonarzy z belgijskimi paszportami, a następnie zrewidował program pomocy technicznej dla Burundi (co spowodowało antybelgijską kampanię w burundyjskich mediach). Najdłużej milczenie zachowywała rządzona przez socjalistów Francja. Sygnałem zmiany nastawienia Paryża były jednak wydarzenia z czerwca 1987, kiedy to wizytująca Burundi przedstawicielka francuskiego ministerstwa ds. współpracy, Lucette Michaux-Chevry, oświadczyła publicznie, że jest „niemile zaskoczona”, iż odmówiono jej wstępu do katedry w Bużumburze w zwykły dzień tygodnia.

## Zamach stanu z 1987 i jego konsekwencje
W połowie lat 80. rządy Bagazy były już skrajnie niepopularne we wszystkich warstwach społeczeństwa. W głęboko konserwatywnym kraju antykościelna polityka reżimu budziła sprzeciw nie tylko mas Hutu, lecz również wielu Tutsi. Część rządzącej elity była głęboko zaniepokojona faktem, iż represje wobec Kościoła pogorszyły międzynarodowy wizerunek Burundi oraz skonfliktowały państwo z najważniejszymi dawcami pomocy rozwojowej. Coraz większe niezadowolenie w szeregach armii i państwowej biurokracji budziła również szeroko rozpowszechniona korupcja i nepotyzm. Katalizatorem wybuchu niezadowolenia stała się zwłaszcza decyzja Bagazy o przeniesieniu dużej grupy oficerów na wcześniejszą emeryturę, co wobec trudnej sytuacji gospodarczej kraju oznaczało dla wielu wojskowych faktyczną deklasację.
3 września 1987 grupa oficerów i podoficerów dokonała w Burundi bezkrwawego zamachu stanu. Bagaza, przebywający wówczas na szczycie frankofońskim w Quebecu, został pozbawiony wszystkich stanowisk rządowych i partyjnych. Decyzją Wojskowego Komitetu Ocalenia Narodowego prezydentem został obwołany major Pierre Buyoya, Tutsi-Hima z Rutovu. Nowy dyktator był praktykującym katolikiem, a w okresie rządów Bagazy będąc członkiem komitetu centralnego UPRONA sprzeciwiał się prześladowaniu Kościoła . Objąwszy władze zainicjował pewne reformy zmierzające do liberalizacji systemu politycznego, m.in. zwolnił setki więźniów politycznych oraz zwiększył swobodę wypowiedzi. Przede wszystkim jednak Buyoya doprowadził do normalizacji stosunków z Kościołem. Zezwolił m.in. na ponowne otwarcie ośrodków katechetycznych yaga mukama oraz na powrót wielu misjonarzy wydalonych przez poprzedni reżim. Zniesiono także wszystkie ograniczenia swobody kultu oraz zaprzestano agresywnej antyklerykalnej propagandy w rządowych mediach.